# Phelp River
Der Phelp River ist ein Fluss im Norden des australischen Northern Territory.

## Geografie

### Flusslauf
Der Fluss entspringt an den Südosthängen des Black Mountain im Arnhemland und fließt nach Südosten durch völlig unbesiedeltes Gebiet. Nördlich des Limmen-Nationalparks, bei Port Roper mündet er in den Roper River.

### Nebenflüsse mit Mündungshöhen
Er hat folgende Nebenflüsse:
- Mangkardanyiranga Creek – 19 m
- Wukayiwanyu Creek – 4 m

### Durchflossene Seen
Er durchfließt folgende Seen:
- Panipanin Waterhole – 38 m
- Wonmurri Waterhole – 8 m